# Riasne (obwód sumski)
Riasne (ukr. Рясне) – wieś na Ukrainie, w obwodzie sumskim, w rejonie sumskim, w hromadzie Krasnopilla. W 2001 liczyła 825 mieszkańców, spośród których 773 wskazało jako ojczysty język ukraiński, 50 rosyjski, 1 białoruski, a 1 osoba się nie zadeklarowała.